# L’Écho de la timbrologie
«L'Écho de la timbrologie» («Эхо тэмбрологии») — французский ежемесячный журнал о филателии и коллекционировании почтовых марок. Впервые изданный в 1887 году, этот журнал является старейшим до сих пор издающимся филателистическим изданием Франции. Его подзаголовок — фр. «La tribune des philatélistes» (Трибуна филателистов).

## История
Журнал был впервые издан 15 ноября 1887 года Эдмоном Фреми (Edmond Frémy), филателистом из Дуэ на севере Франции. В 1890 году состояние здоровья Фреми вынудило его передать журнал печатнику и коллекционеру почтовых марок Теодулю Телье (Théodule Tellier), в типографии «Ивер» которого печатался журнал.
В 1895 году, когда Луи Ивер, коллега Телье, решил посвятить всю свою энергию предпринимателя филателии, он стал главным редактором «L'Écho de la timbrologie» и его потомки тоже руководили изданием: его сын Пьер Ивер в 1930-е годы, его внук Жан Ивер в 1955 году, и Бенуа Жерве с 1990-х годов.
В конце XX — начале XXI века, журнал издаёт амьенская компания, где издательство «Yvert et Tellier» печатает журнал. Редакция журнала работает в Париже.
Вместе с журналом «Timbres», основанным в 2000 году, «L'Écho de la timbrologie» является одним из двух главных французских филателистических изданий.

## «Atouts timbres»
Начиная с 1996 года, той же компанией издается еженедельная филателистическая газета «Atouts timbres». Печатающаяся преимущественно в черно-белом цвете, она в основном ориентирована на более молодую аудиторию, чем «L'Écho de la timbrologie», но, наконец, была признана опытными коллекционерами.